# Salem (Carolina del Sud)
Salem és una població dels Estats Units a l'estat de Carolina del Sud. Segons el cens del 2000 tenia 126 habitants.

## Demografia
Segons el cens del 2000, Salem tenia 126 habitants, 54 habitatges i 36 famílies. La densitat de població era de 57,9 habitants/km².
Dels 54 habitatges en un 31,5% hi vivien nens de menys de 18 anys, en un 59,3% hi vivien parelles casades, en un 7,4% dones solteres, i en un 33,3% no eren unitats familiars. En el 31,5% dels habitatges hi vivien persones soles el 22,2% de les quals corresponia a persones de 65 anys o més que vivien soles. El nombre mitjà de persones vivint en cada habitatge era de 2,33 i el nombre mitjà de persones que vivien en cada família era de 2,94.
Per edats la població es repartia de la següent manera: un 23,8% tenia menys de 18 anys, un 7,9% entre 18 i 24, un 27,8% entre 25 i 44, un 18,3% de 45 a 60 i un 22,2% 65 anys o més.
L'edat mediana era de 40 anys. Per cada 100 dones de 18 o més anys hi havia 77,8 homes.
La renda mediana per habitatge era de 30.000 $ i la renda mediana per família de 33.125 $. Els homes tenien una renda mediana de 35.000 $ mentre que les dones 26.667 $. La renda per capita de la població era de 14.980 $. Entorn del 9,7% de les famílies i el 12,5% de la població estaven per davall del llindar de pobresa.

## Poblacions més properes
El següent diagrama mostra les poblacions més properes.